# NGC 437
NGC 437 este o galaxie spirală, posibil lenticulară, situată în constelația Peștii. A fost descoperită în 22 octombrie 1886 de către Lewis Swift.